# Буковинка (пам'ятка природи, Путильський район)
Букови́нка — ботанічна пам'ятка природи місцевого значення в Україні. Розташована в межах Путильського району Чернівецької області, на південний захід від села Шепіт. 
Площа 2,8 га. Статус присвоєно згідно з рішенням 17-ї сесії обласної ради ХХІІІ скликання від 20.12.2001 року № 171-17/01. Перебуває у віданні ДП «Путильський лісгосп» (Шепітське л-во, кв. 17, вид. 6; кв. 18, вид. 4). 
Статус присвоєно для збереження частини буково-ялицево-смерекового лісового масиву, в якому на висоті 1100—1160 м над р. м. збереглася корінна старовікова бучина. Тут також зростають види, занесені до Червоної книги України, як-от: лілія лісова, коручка чемерникоподібна, гніздівка звичайна, місячниця оживаюча, чина гладенька. 